# Oncidium bennettii
Oncidium bennettii är en orkidéart som beskrevs av Eric Alston Christenson. Oncidium bennettii ingår i släktet Oncidium och familjen orkidéer. Inga underarter finns listade i Catalogue of Life.